# چاک یسگیان
چاک یسگیان ( انگلیسی: Chuck Essegian؛ زادهٔ ۹ اوت ۱۹۳۱) بازیکن بیس‌بال در پست Left fielder ارمنی‌تبار اهل ایالات متحده آمریکا است.

## باشگاهی
از باشگاه‌هایی که در آن بازی کرده‌است می‌توان به سنت لوئیس کاردینالز اشاره کرد.

## زندگی‌نامه
وی در ۹ اوت ۱۹۳۱ در بوستون، ماساچوست به دنیا آمد و از دانشگاه استنفورد فارغ‌التحصیل گشت. 